# Partícula ultrafina
Las partículas ultrafinas (PUF) son partículas de tamaño nanoescalar (menos de 0,1 μm o 100 nm de diámetro). No existe normativa para esta clase de tamaño de partículas contaminantes del aire ambiente, que son mucho más pequeñas que las clases de partículas PM10 y PM2,5 reguladas y se cree que tienen varias implicaciones más agresivas para la salud que esas clases de partículas más grandes.
Hay dos divisiones principales que categorizan los tipos de PUF. Las PUF pueden ser de carbono o metálicos, y pueden subdividirse por sus propiedades magnéticas. La microscopía electrónica y unas condiciones físicas de laboratorio especiales permiten a los científicos observar la morfología de las PUF. Las PUF transportados por el aire pueden medirse utilizando un contador de partículas por condensación, en el que las partículas se mezclan con vapor de alcohol y luego se enfrían, permitiendo que el vapor se condense a su alrededor, tras lo cual se cuentan utilizando un escáner de luz. Las PUF se fabrican y se producen de forma natural. Las PUF son el principal constituyente de las partículas en suspensión. Debido a su gran cantidad y a su capacidad de penetrar profundamente en el pulmón, las PUF son un importante motivo de preocupación para la salud y la exposición respiratoria.